# Neoveitchia storckii
Neoveitchia storckii es una especie de palmera nativa de Fiyi , donde se encuentra en los bosques lluviosos. Está considerada en peligro de extinción por la pérdida de hábitat. La población silvestre asciende a solo 200 plantas maduras.

## Descripción
Neoveitchia storckii se encuentra en las llanuras aluviales y colinas cercanas, gran parte de su hábitat se ha convertido en plantaciones forestales o para usos agrícolas. En Vanuatu, la otra especie del género Neoveitchia brunnea se encuentra en la selva tropical, en zonas de alta pluviosidad, en suelo de arcilla roja a una altitud de unos 300 metros. (Dowe y Cabalion 1996). ( J. Dransfield et al. 2008)

## Usos
En Fiyi los troncos han sido utilizados en la construcción de viviendas, el fruto joven se come. ( J. Dransfield et al 2008. )

## Descripción
Es un árbol monoico, con el tallo erecto, desnudo, rodeado de visibles cicatrices producidas por la caída de las hojas. Las hojas son pinnadas, con la vaina de la hoja más o menos dividida frente al pecíolo, no forman un capitel bien desarrollado. Las inflorescencias se dividen longitudinalmente en la floración. El fruto es elipsoidal, bastante grande, llegando a ser de color amarillo rojizo en la madurez.

## Taxonomía
Neoveitchia storckii fue descrita por (H.Wendl.) Becc. y publicado en  Le Palme della Nuova Caledonia 10, en el año 1920.
Etimología
Neoveitchia: nombre genérico compuesto por neo = "nuevo" y Veitchia, un género de palmeras; Neoveitchia storckii fue descrita por primera vez como Veitchia pero luego se trasladó al nuevo género, Neoveitchia.
Sinonimia
- Kentia storckii (H.Wendl.) F.Muell. ex H.Wendl.
- Veitchia storckii H.Wendl.[5]